# Basílica Nuestra Señora de Guadalupe (Santa Fe)
La Basílica Nuestra Señora de Guadalupe es un templo católico monumental de la arquidiócesis de Santa Fe de la Vera Cruz. También conocida popularmente como Basílica de Guadalupe, se empezó a construir como basílica menor por el monseñor Juan Agustín Boneo, obispo de Santa Fe por esos entonces. Se encuentra ubicada en la calle Javier de la Rosa al 623, en la ciudad de Santa Fe, provincia de Santa Fe, Argentina.
Es un punto de referencia para quienes viven en Santa Fe y una atracción turística por su historia y su valor espiritual, además de ser reconocida por las peregrinaciones y ferias que se realizan anualmente 15 días después de Pascua.

## Historia

### Orígenes

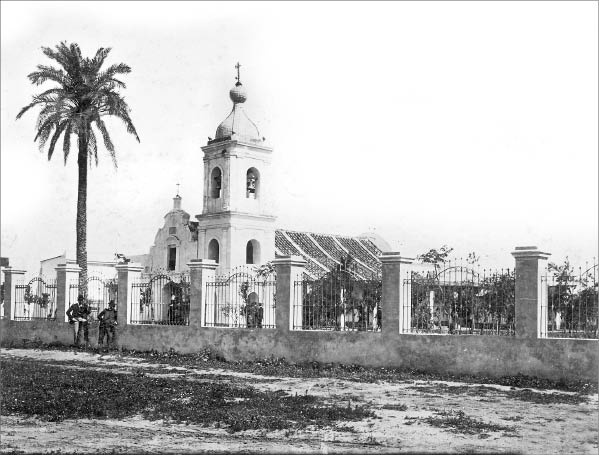
Foto de la antigua capilla de Guadalupe.

En 1747, un sacerdote mercedario, el padre Miguel Sánchez, encontró, en la biblioteca del Convento de Mercedarios, una estampa representando la aparición de la Virgen de Guadalupe al indio Diego en el cerro del Tepeyac, México. Según cuenta la tradición, salió por la calle a buscar un cuadro para la imagen cuando una mujer desconocida le ofreció en venta un marco dorado con molduras, y el sacerdote la obtuvo. Acto seguido, colocó la imagen en el cuadro. Más tarde, con el permiso de los Setúbal, llevó la lámina de la Virgen al oratorio de los mismos.
Este oratorio había sido construido a mediados del siglo XVIII, por el capitán Don Juan González de Setúbal, en campos de su propiedad, distantes a 5 km al norte del casco urbano y cerca de la laguna los Saladillos o laguna Grande (hoy laguna Setúbal). Desde entonces, la imagen de la Virgen empieza a ser venerada por los vecinos de la zona, y también de otros pueblos. Fue el primer panegírico de la Virgen de Guadalupe en Santa Fe, y es tan importante la Virgen que el lugar empieza a ser conocido como Villa de Guadalupe (hoy barrio Guadalupe Oeste).
A la muerte de Juan González, la viuda deja a cargo del oratorio a su sobrino Francisco Javier de la Rosa, conocido como el ermitaño. El pequeño oratorio estaba en mal estado, y a punto de desplomarse, por lo que Francisco procede a pedirle a su tía una fracción de terreno a que tenía cercano a aquel sitio, para erigir allí con sus propios recursos un santuario a la Virgen bajo la advocación de Guadalupe. La señora de Setúbal accedió a los deseos de su sobrino, quien el 4 de diciembre de 1779 empezó la obra.
Ya para 1780, luego de mucho sufrimiento y de haber llegado al extremo de pedir limosna para terminar la capilla, esta estaba terminada, y coloca en el altar la imagen de la Virgen a cuyo culto había consagrado su existencia, y un año más tarde el retablo tallado por su propia mano ocupaba el lugar correspondiente, teniendo alrededor grandes medallones al óleo en los que habían pintado la historia de la aparición de Guadalupe. Para presentar por primera vez la imagen a los vecinos, se realizó una misa solemne oficiada por el pbro. Francisco Antonio Vera Mujica, cura de la iglesia matriz. En 1794, cuando Javier de la Rosa se ausenta del lugar camino a Curuzú Cuatiá, la capilla queda abandonada.

### Basílica

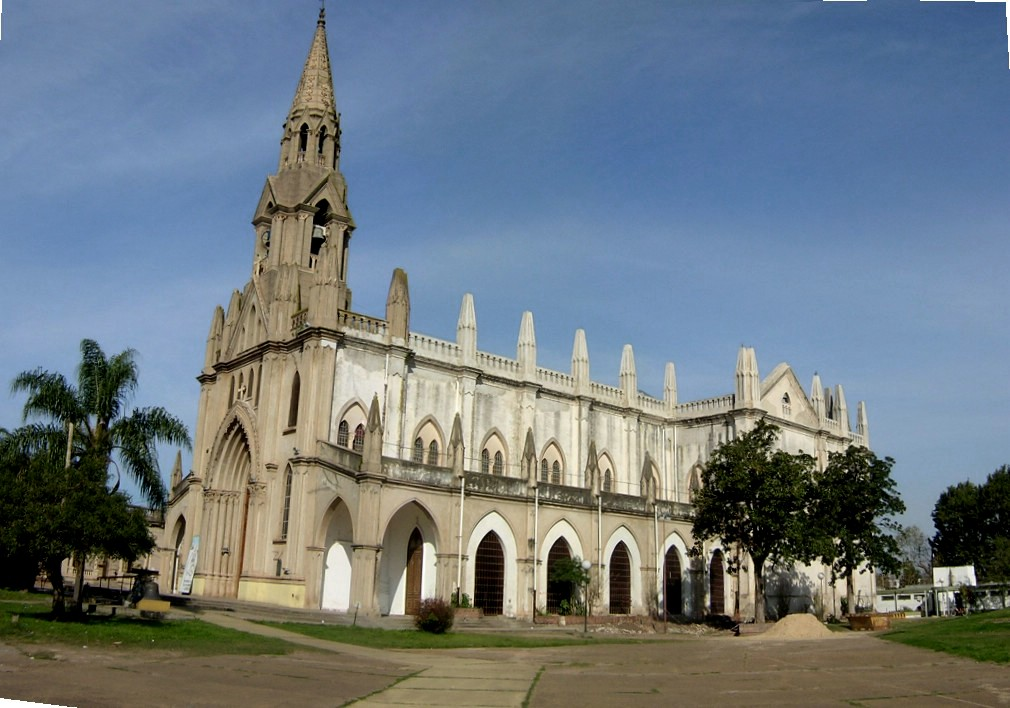
Panorámica de la Basílica.

En 1899, el papa León XIII proclamó a la Virgen de Guadalupe, Patrona y Titular de la diócesis de Santa Fe. El 14 de octubre de 1900 se realiza la primera procesión oficial por iniciativa de monseñor Boneo, primer obispo de la diócesis. Cabe mencionar que esta es la primera peregrinación oficial, pero existen datos que hablan de procesiones anteriores, populares y espontáneas.
Es importante destacar que por 1900, Guadalupe quedaba bien lejos del centro de la ciudad. Solo un camino de arena bordeado de árboles (actual Av. Gral Paz) permitía llegar al lugar, al borde de asentamientos de quintas y chacras, que empezaba a ser ocupados por inmigrantes alemanes e italianos.
En 1904, el monseñor Boneo bendice la piedra basal de lo que sería la nueva basílica, cuya construcción estuvo a las órdenes del arquitecto Juan Bautista Arnaldi. Esta se inaugura el 8 de mayo de 1910.
La imagen recibió la coronación pontificia el domingo 22 de abril de 1928, en una celebración que empezó con una peregrinación a las 6:00 a. m., encabezada por el Centro de la Juventud Católica de la parroquia San José y el Regimiento 12 de Infantería con su banda, hacía el santuario de las hermanas adoratrices en boulevard Gálvez. Allí se reunieron todos los peregrinos, inclusive unos 800 que venían directo de Párana. Siendo las 11:30 a. m., ofició el solemne pontifícial el nuncio apostólico Felipe Cortesi, arzobispo de Sirace, siendo coronada la imagen de la Virgen. Luego, la imagen volvería en peregrinación hacía Guadalupe, donde hubo festejos hasta la noche. De los diferentes eventos participaron el obispo de Párana Julián Pedro Martínez, el obispo de Catamarca Inocencio Dávila, el obispo de Tucumán Bernabé Piedrabuena, el obispo de Córdoba Fermín Lafitte, el obispo de San Juan José Américo Orzali, el obispo auxiliar de La Plata Santiago Luis Copello y el obispo auxiliar de Buenos Aires Fortunato Devoto, entre otras personalidades.
Esta en la calle Padre Genesio y cruza con la calle Patricio Cullen, al lado de la plaza Rosedal.

## Interior

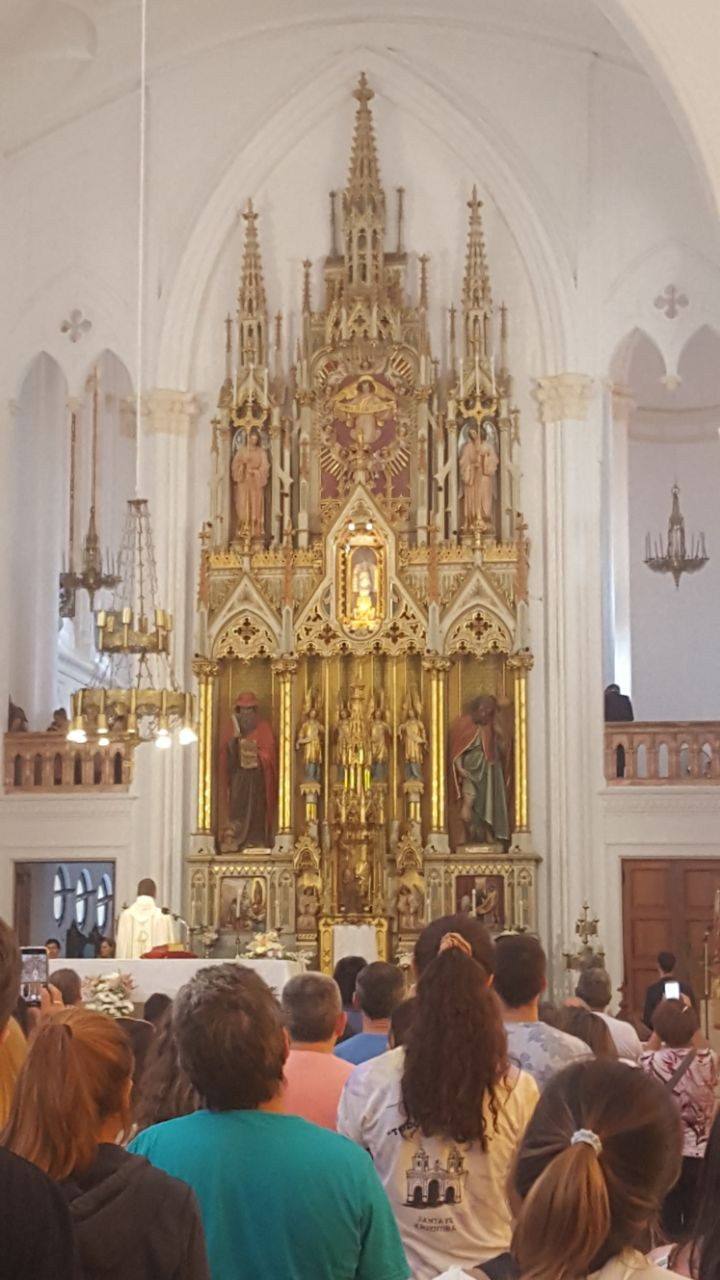
Retablo de la basílica.

Lo que más resalta al entrar a la basílica es el retablo del altar. Fue construido en Austria y obsequiado al santuario por el obispo Boneo, por el año 1918. Incluye las imágenes de San Jerónimo y San Roque, patronos de la ciudad de Santa Fe. Detrás de la parte superior del retablo, se encuentra el camarín, construido en 1908 junto al resto de la basílica y reformado en 1932, que ostenta una imagen de la Virgen, que sustituyó a la antigua imagen del padre Sánchez a finales del siglo XIX. De origen español, llegó a Santa Fe desde Cuyo, y está construida de madera. Contiene un mecanismo que puede hacerla dar vuelta y quedar a la vista desde el retablo, así la ven los asistentes a la iglesia. Esto suele ocurrir en las fiestas patronales. La imagen original se guarda en la hornacina que está a la derecha del altar del camarín.
El presbiterio fue construido en 1968, y es de granito blanco extraído de Río Tercero, Córdoba. En la nave lateral derecha, se observan placas recordatorias de los siglos XVIII, XIX y XX, así como un facsímil de baldosa fabricada, con inscripción, por Francisco Javier de la Rosa. Llegando a la escalera que sube al camarín, adorna la pared una bandera de México, que es un regalo de los católicos mexicanos en el año de la coronación de la Virgen.
Lo más actual es un cinerario en el patio este, bendecido el 12 de julio de 2009 por el arzobispo José María Arancedo, que permite el depósito de las cenizas de los difuntos de la comunidad y de los peregrinos. Fue construido en la Parroquia de Todos los Santos y Ánimas, en Buenos Aires, en el año 2003.

## Fiesta patronal

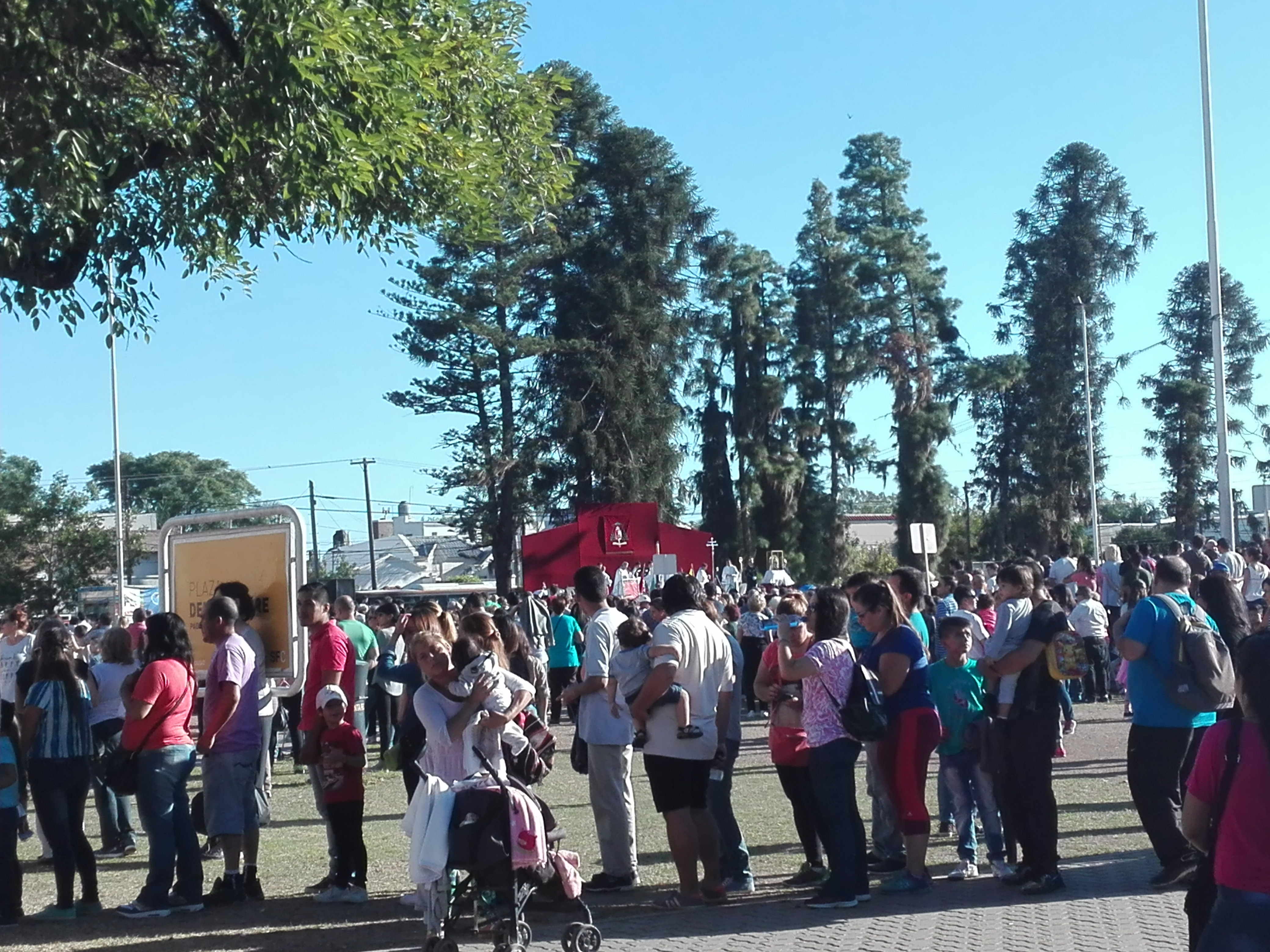
Misa central en la plaza Rosedal, contigua a la Basílica de Guadalupe, con la fila hacia el camarín de la Virgen.

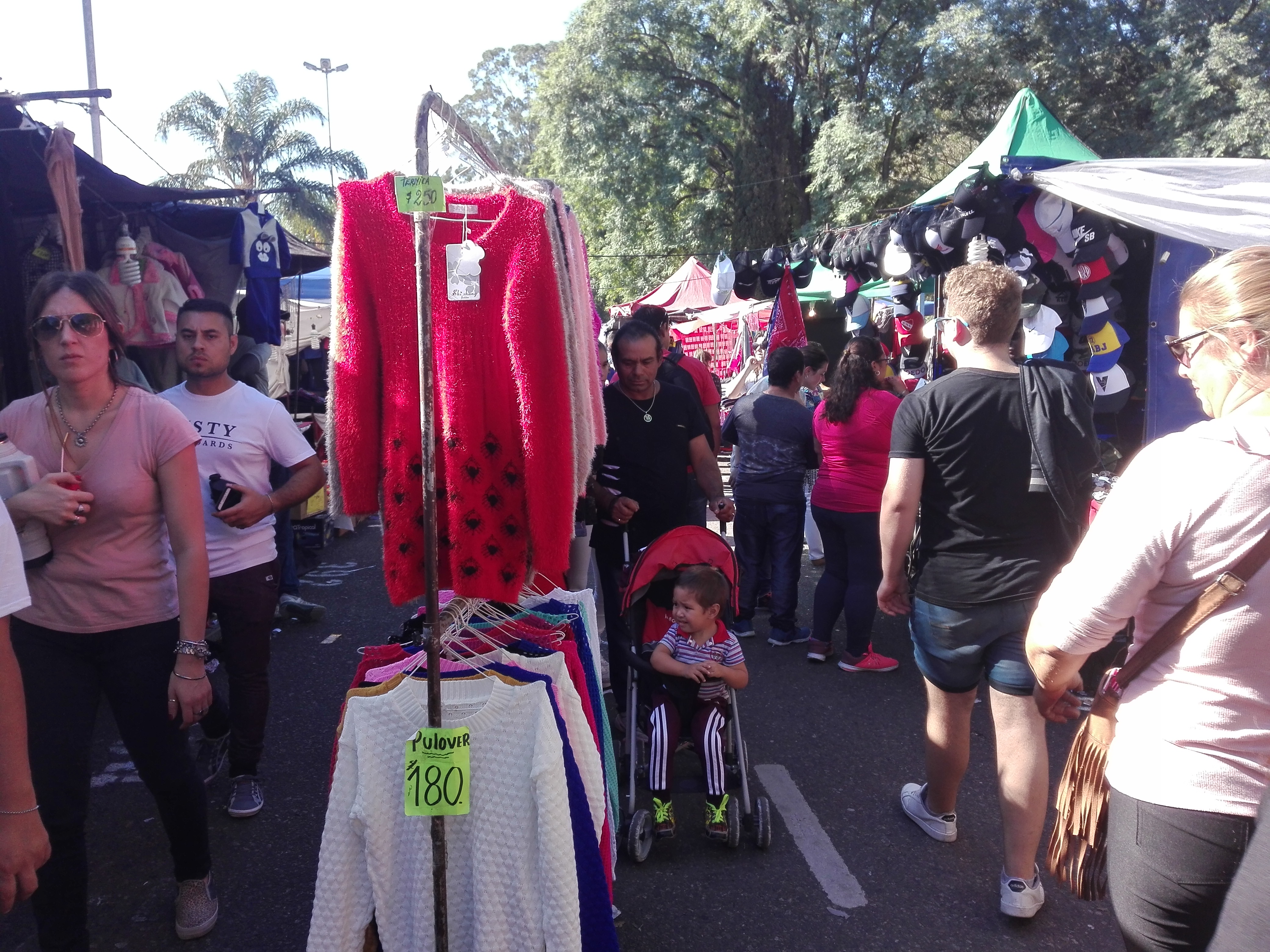
Feria en la 119.ª Fiesta de la Virgen de Guadalupe (2018).

En Santa Fe se empezó a realizar una peregrinación en honor a la Virgen desde la mitad del siglo XIX, haciendo el festejo principal 15 días después de Pascua, coincidiendo con el segundo domingo. Las causas de la imposición de esta fecha, en vez de la tradicional 12 de diciembre, fueron, por un lado, que en diciembre estaba la cosecha del trigo, limitando la participación popular; y, por el otro, facilitar el cumplimiento del precepto católico de confesar y comulgar al menos una vez al año para el tiempo pascual, que son 50 días después de Pascua.
Para ese día, se ofrecen misas continuadas, y vienen muchos peregrinos de otras ciudades a ver a la Virgen. Es común que los habitantes de la ciudad vayan caminando a la basílica. Se hacen largas colas que salen de la basílica para poder subir las escaleras en dirección al camarín, donde queda expuesta la primera imagen de la Virgen, al cuidado de los bomberos. Este festejo dura dos días, sábado y domingo. Además, en los últimos minutos de cada misa dan vuelta la imagen para que pueda ser vista por todos los fieles católicos.
Para estos días, se realiza la Feria de Guadalupe, donde se corta la circulación de tránsito por la Costanera Oeste, y sobre Almirante Brown desde Javier de la Rosa y hasta Estanislao Zeballos. En ella se ponen puestos comerciales que los vendedores alquilan, para luego ofrecer sus productos a la gente, siendo un evento único por sus características en la ciudad.